# Burley Griffin-tó
A Burley Griffin-tó egy mesterséges tó az ausztrál főváros, Canberra központjában. A tó 1963 óta létezik, amikor a Molonglo-folyót, amely a Parlamentáris háromszög, illetve a városközpont között folyik, gáttal felduzzasztották. Nevét Walter Burley Griffin amerikai tájépítészről kapta, aki Canberra városának tervrajzát megalkotta.
Griffin a tavat több geometriai motívummal karöltve illesztette bele a város alaprajzába, melyek a természetes látnivalókkal és a városi sugárutak tengelyeivel alkotnak egységes képet. Ugyanakkor a kormányzat megváltoztatta Griffin eredeti terveit, és semmi lényeges munkálat nem fejeződött be, mielőtt a főváros tervezője elhagyta volna Ausztráliát 1920-ban. Tervei beteljesületlenek maradtak, mivel a nagy gazdasági világválság és a második világháború közbeszólt. Egészen az ötvenes évekig kellett várni, mire a tervek megvalósítása ismét folytatódhatott. A tervben történt számos változtatás politikai vitákat szült, melyeket követően a föld kitermelése a tervezett tó medrének területéről 1960-ban kezdődött el Robert Menzies akkori miniszterelnök élénk támogatása mellett. A munka során megépült hidak és gátak elkészülte után a folyó felduzzasztását 1963 szeptemberében kezdték el. Az akkori száraz időszak miatt azonban a tó teljes vízszintjét csak 1964 áprilisára érte el. A tavat hivatalosan 1964. október 17-én avatták fel.
A tó megközelítőleg a város geometriai középpontjában helyezkedik el és egyik központi elemét képezi a Griffin által korábban felvázolt terveknek. Számtalan fontos intézmény, mint például az Ausztrál Nemzeti Galéria, az Ausztrál Nemzeti Múzeum, az Ausztrál Nemzeti Könyvtár, az Ausztrál Nemzeti Egyetem, Ausztrália Legfelsőbb Bírósága épült fel partjain, valamint az ausztrál parlament épülete is a közelében található. Közvetlen környezetében főleg parkok találhatóak, amelyek népszerű helyszínei a kikapcsolódásra vágyóknak, részben a melegebb hónapok során. Habár a tóban való úszkálás nem igazán jellemző, annak vizét számos vizes sportág űzésére felhasználják, mint amilyen például a vitorlázás, az evezés, illetve a horgászat.
A tó önmagában is a városképet díszítő elem a maga 11 kilométeres hosszával és a legszélesebb pontján mérhető 1,2 kilométeres szélességével. Átlagos mélysége 4 méter, míg legmélyebb pontján, a Scrivener-gát közelében 18 méter mély. Szabályozott keretek között folyik át a tó vize a 33 méter magas Scrivener-gáton, melyet úgy építettek meg, hogy az itt mintegy 5000 évente egyszer előforduló legnagyobb áradásnak is ellen tudjon állni. Szárazabb időszakok esetén a tóba a Googong-gát víztározójából, a Molonglo-folyó fentebbi szakaszának egyik mellékfolyójából engednek le vizet.

## Tervezésének története

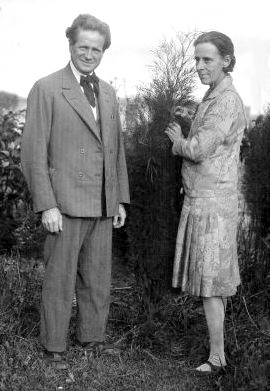
Walter Burley Griffin, építész, Canberra városának tervezője, akiről a tavat elnevezték. Mellette a képen felesége és egyben asszisztense, Marion Mahony Griffin áll

Charles Robert Scrivener javasolta a leendő főváros helyszínéül annak jelenlegi területét 1909-ben. A felhozott indokok között szerepelt az is, hogy itt lehetőség nyílik arra, hogy víztározót tudjanak kialakítani, amely „díszítési célokat szolgálhatna megfizethető áron”. Scrivener tervei megmutatták, hogy a mélyebb részek elárasztásához lehetőséget nyújt a terület domborzata.
1911-ben, amikor elindították a Canberra város kialakításáról szóló tervpályázatot, Scrivener tüzetesebben is megvizsgálta a területet a pályázaton részt vevő építészek támogatásával. Mivel a Molonglo-folyó a területen folyik keresztül, amely mentén ártéri területek fekszenek, ezért a mélyebb területek tanulmányozása egy mesterségesen kialakított tó kialakításának képét vetítette előre, illetve négy helyszínt találtak alkalmasnak arra, hogy ott gátat építsenek. Emiatt a beérkezett pályaművek döntő többsége is eleve tartalmazta egy leendő mesterségesen kialakított vízfelület terveit.

### Walter Burley Griffin pályaműve
A döntéshozók tetszését az amerikai tájépítész, Walter Burley Griffin tervei nyerték el, és a tervezőt meg is hívták a helyszínre, hogy felügyelje az építkezést, miután művét a döntést elbírálók elfogadták, illetve azt King O'Malley belügyminiszter hitelesítette, mint győztes pályázatot. Griffin terveiben bőségesen szerepelnek geometriai mintázatok, hatszögletű, illetve nyolcszögletű utcákkal, melyek hét sugárút tengelyei mentén húzódnak.
Az általa megálmodott tó a város szívében helyezkedik el, amely egy központi medence körkörösen futó középpontjában található. Ezen kívül egy nyugati medence és egy keleti medence is megtalálható a város alaprajzában, ahol egy-egy jóval nagyobb nyugati, illetve keleti tó is szerepel, azok szabálytalan partvonalaival. A keleti tavat mintegy 6 méterrel magasabban képzelte el a tervező a többi elemhez viszonyítva. Az összes beérkezett pályamű közül Griffin indítványát találták a leggrandiózusabbnak, miközben a terv letisztultsága és egyszerűsége is nagy sikert aratott a döntéshozók körében.

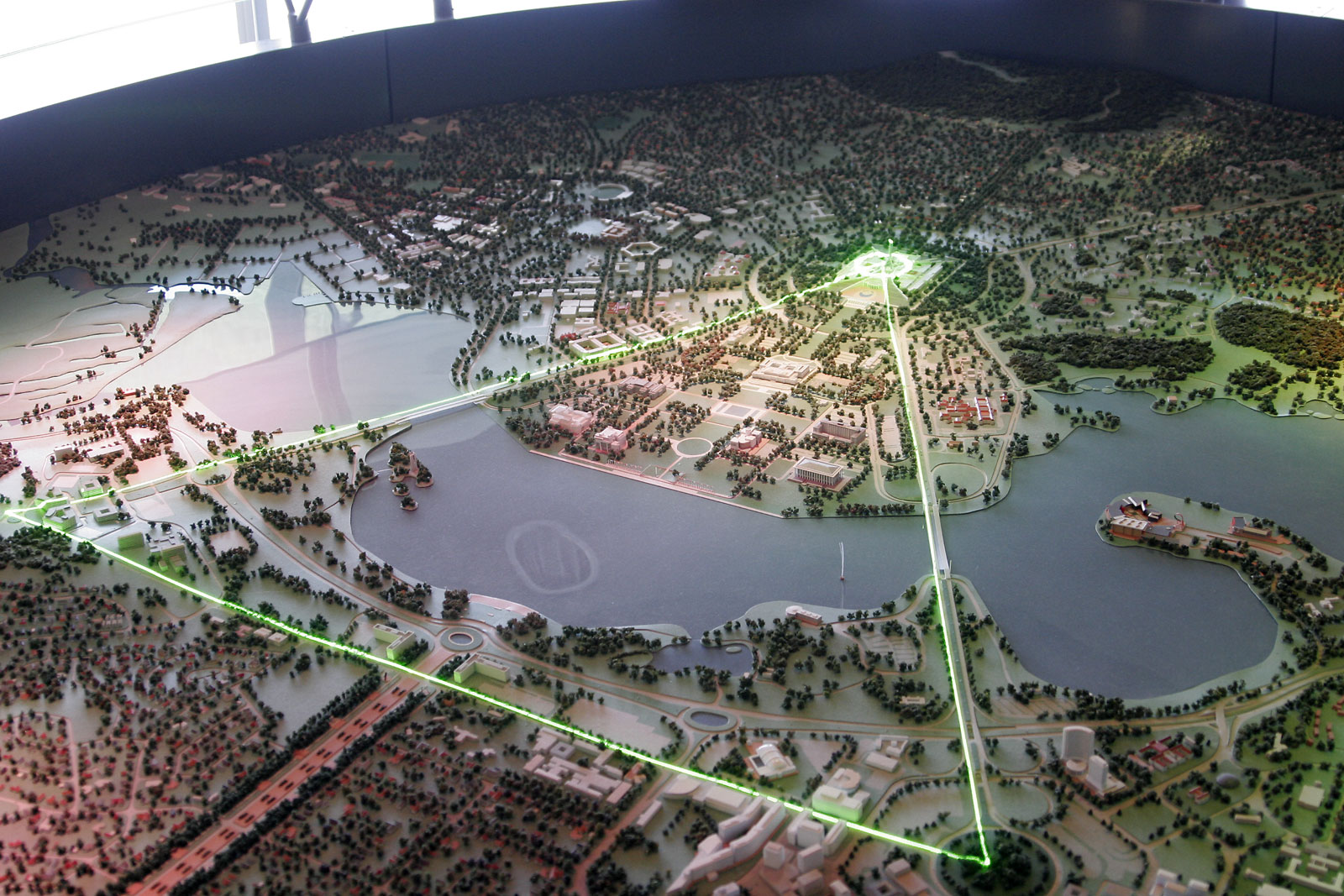
Griffin Parliamentáris Háromszögének egy modellje. A kép a tó jelenlegi kinézetét mutatja, ami eltér az eredeti tervektől.

A tavak határozottan a hely topográfiai adottságaival való kapcsolatban lettek kialakítva. A várost két részre bontja nyugat-keleti irányban elterülő tavak láncolata, míg az akkor még csak tervezett Capital Hill, ahol az ausztrál parlament épülete is áll napjainkban, egy, a tavakra merőleges tengelyt alkot (jóllehet eredetileg egy kaszinót terveztek ide). E helyszínt úgy tervezték, hogy a Capital Hill felől közvetlen rálátást biztosítson az Ausztrál Háborús Emlékműre, amely a Mount Ainslie lábánál található. A szárazföldi tengely délnyugati végénél helyezkedik el a Bimberi-csúcs.
A központi medence kerekded alakú medrének egyenes szélét úgy tervezték, hogy annak meghosszabbítása egyenesen a Black Mountain felé mutasson, amely egyben Canberra legmagasabb pontja is. A városrészeket összekötő tengelyt képez egy vonal a főváros északi részén, ami párhuzamos a víz tengelyével. A városrészek tengelyén kapott helyet a  Constitution Avenue, amely összeköti a City Hillt, a Civic Centre-t, valamint a Market Centre-t. A Commonwealth Avenue és a Kings Avenue a Capital Hill déli részétől a City Hillig, valamint északon a Market Centre-ig tart, és ezek képezik a központi medence nyugati, illetve keleti széleit is. A három sugárút által körbezárt terület vált Parlamentáris Háromszög néven ismertté, és egyben ez képezi Griffin munkájának egyik középpontját.

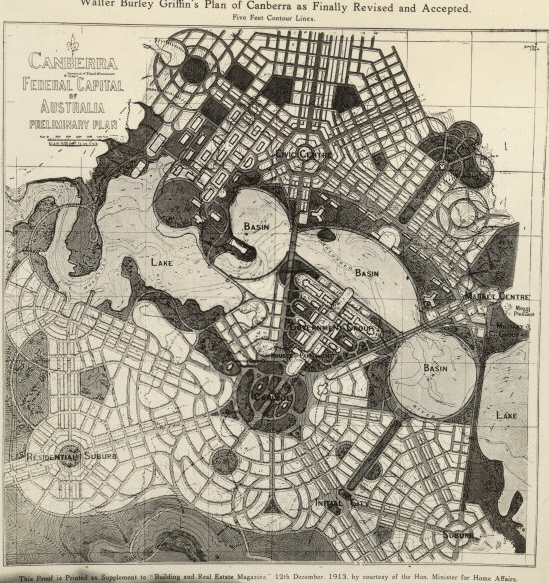
Griffin díjnyertes pályaművének eredeti térképe az utcák rajzolata által létrejövő koncentrikus köröket, valamint hatszögletű gyűrűket tartalmazott és geometrikus partvonalú tavakat

Később, Scrivener, mint a kormány által kijelölt bizottság egyik tagja vált felelőssé Griffin terveinek finomhangolását illetően. Ő ajánlotta, hogy a Griffin által túlságosan szögletesnek elképzelt tavak partvonalait megváltoztassák jóval természetesebb formájúra, valamint csak egyetlen gátat alkalmazzanak a beruházás során, Griffin több gátból álló gátrendszere helyett. Griffin lobbizott a letisztult geometriai formákért, mondván „ennek  egyik oka a díszítőelemként szolgáló vizek létrehozása”, de nem vették figyelembe. Az új tervezetbe számos, a többi pályaműből származó elem került be és egyúttal sok kritikát kapott, amiért ezek együttese inkább csúf volt. Az új tervezet azonban megtartotta Griffin eredeti elképzelései közül a három medencéből álló kialakítást, melyek továbbra is egy keleti, egy nyugati és egy középső medencéből álltak, bár jóval rugalmasabb formában.
Griffin levelezésbe kezdett a kormánnyal a terveket és azok változtatásait illetően, majd meghívták Canberrába, hogy megvitassák a részleteket. Griffin 1913 augusztusában érkezett a városba, és három éven keresztül itt is maradt, valamint ezen időszakra kinevezték a szövetségi főváros tervezési és építési igazgatójává.
Az elkövetkező években a terveket ismételten megváltoztatták, de a Burley Griffin-tó tervei továbbra is jelentős mértékben a bizottság által elfogadott eredeti terveken alapultak. Később ezt fogadták el hivatalosan, és törvényileg is védelem alá helyezte a szövetségi törvényhozás 1926-ban az 1918-as terveken alapuló művet. Ugyanakkor Griffin erőltette az ausztrál hatóságokkal való kapcsolatot a munka kapcsán, és a szövetségi kormányzat támogatásának hiánya azt jelentette, hogy amikor 1920-ban elhagyta a várost, még nem történt érdemi előrelépés a város kialakításával kapcsolatban. Egy az 1920-as években benyújtott indítvány alapján a tó nyugati része helyén csak egy szalagnyi vízfelület lett volna kialakítva, mely felvetésnek alapját az árvízvédelem szolgáltatta. Ugyanakkor, az Owen és Peake jelentés 1929-ben megállapította, hogy az eredeti terveknek hidrológiai okokból több értelme van.

### Politikai viták és módosítások
Mivel a nagy gazdasági világválság és a második világháború közbeszólt, Canberra város fejlesztése lelassult, ami miatt a főváros inkább hatott falunak, és látszólag össze-vissza elhelyezkedő épületeivel meglehetősen csúnya látványt nyújtott. Canberrát gyakran jellemezték úgy, hogy a külvárosok garmada között elveszett város.
Mindeközben a Molonglo-folyó továbbra is saját árterén belül folydogált, és a területnek csak egy nagyon kicsiny része mutatta azt a képet, melyet még Griffin képzelt el. A főváros központjában a folyó mindkét oldalán túlnyomórészt farmok sorakoztak, kisebb településekkel karöltve, fás területekkel vegyítve, mintegy ad hoc jelleggel. Csak kevés jele mutatkozott annak, hogy Canberra egy tervezett város lenne. A Királyi Canberrai Golfpálya, valamint az Actoni Ügető és a többi sportpálya mind-mind legelőkön helyezkedtek el, mely terület később a nyugati medence területe lett. Amikor versenyeket tartottak itt, előbb el kellett innen terelni a legelő állatokat. A mai tó központi medencéjétől északra egy szemétlerakó működött és három évtizeddel Griffin nyertes pályázatát követően még mindig nem történt semmi földmunka a területen. 
1950-ben a Keleti-tó terveit kiiktatták a National Capital Planning and Development Committee (NCPDC) tanácsára. Manapság az egykor ide tervezett tó helyén terül el Fyshwick városrész. Ennek alapvetően az volt az oka, hogy a mintegy 690 hektáros területen elterülő tervezett tó helyén farmok sorakoztak, valamint a Molonglo-folyó vízhozama kevés lett volna ahhoz, hogy még ezt a tavat is feltöltsék annak vizével.
1953-ban az NCPDC kivette a tervek közül a Nyugati-tó megvalósítását, ezáltal az eredetileg a Nyugati-tó által elfoglalt terület mintegy ötödére volt csak szükség. A korábban tervezett tó helyén inkább egy 110 méter széles kanyargós folyómedret alakítottak volna ki. Mivel az NCPDC-nek tanácsadói jogköre volt, ezért ezen változtatásokat a testületben a belügyminisztérium hatásköre alá tartozó régebbi tagjainak tulajdonították, akik már korábban is jelezték, hogy Griffin tervei túlzottan nagyszabásúak. A csökkentett vízfelülettel bíró újabb tervek szószólói hangsúlyozták, hogy ezen változtatások által mintegy 350 hektárnyi földterülettel több marad a város épületei számára. Ugyanakkor a figyelmen kívül hagyott mérnöki jelentések szerint a kisebb vízfelületről szóló tervek valójában többe kerültek volna, és a gátak rendszerének egy szükségtelenül bonyolult változatát kellett volna megépíteni, amely még kevésbé lenne alkalmas az esetlegesen bekövetkező komolyabb árvizek megfelelő kezelésére.

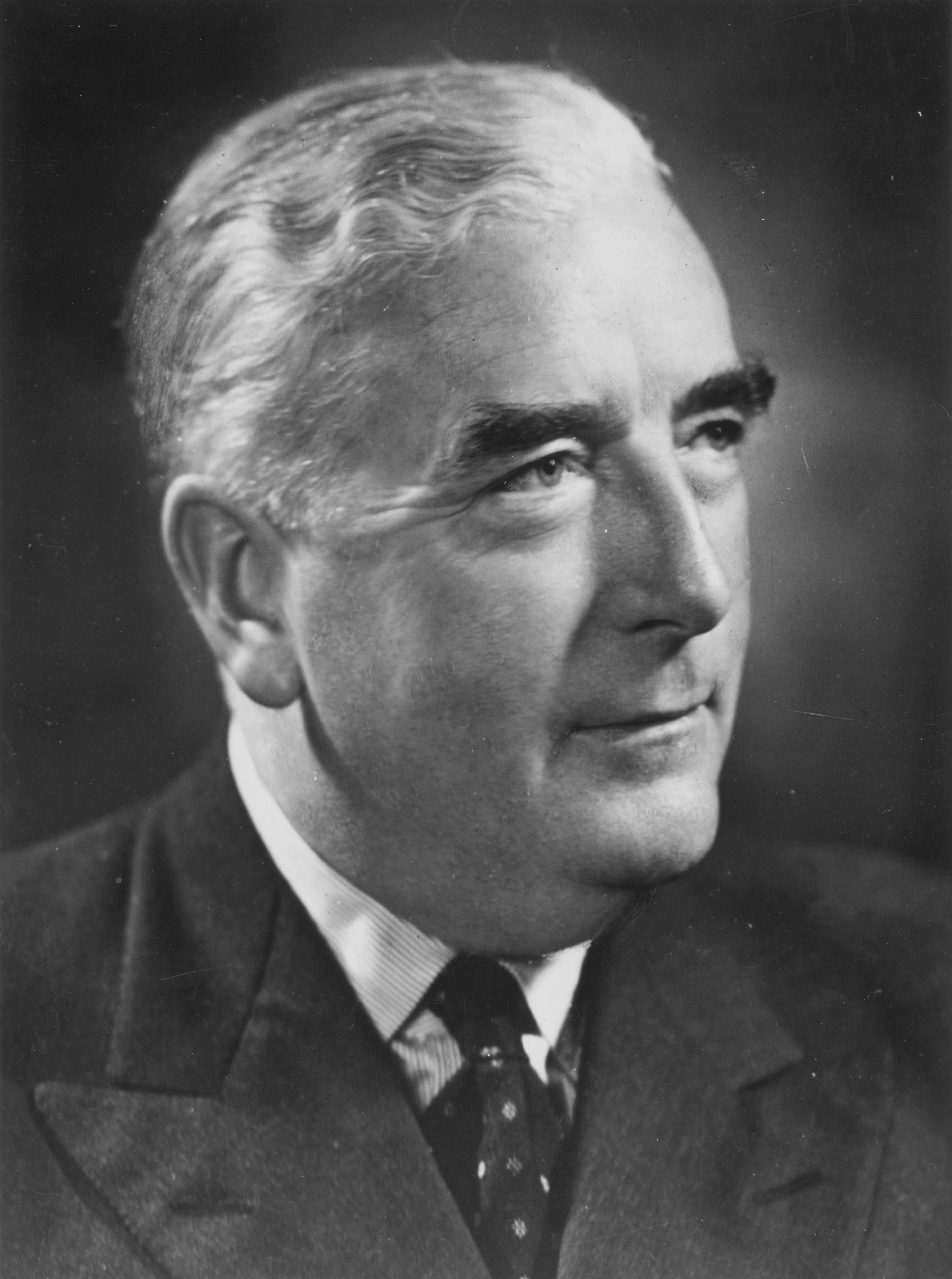
Robert Menzies miniszterelnök lelkes támogatója volt Burley Griffin-tó megépítésének

A konzultációs időszak során kisebb nézeteltérés is kialakult arról, hogy melyik változatot kellene megvalósítani. Ugyanakkor a vita főleg a vízfelület csökkentésével állt kapcsolatban. A vitafolyamat oda vezetett, hogy a változtatást bírálatok érték, amiért nem volt átlátható és sunyi volt. Néhány szervezet azt kifogásolta, hogy nem adódott lehetőség számukra, hogy kifejtsék a változtatásokkal szemben képviselt saját álláspontjukat, mielőtt azokat elfogadták, valamint számos politikust és a város vezető tervezőjét sem informálták ezekről kellőképpen. A változtatásokat bírálók keserű szájízzel vették tudomásul, hogy a Royal Canberra Golf Club politikailag legbefolyásosabb emberei, akiknek golfpályája a nyugati medence tervezett területén volt, voltak felelősök azért, hogy megváltoztak a terv ezzel kapcsolatos részletei.
A Parliamentary Public Works Committee azt tanácsolta a parlament számára, hogy állítsák vissza a nyugati medence terveit. Egy vizsgálatot követően 1954-ben több megállapításra jutottak:
Robert Menzies miniszterelnök különösen lelkesen szorgalmazta a Burley Griffin-tó fejlesztését.
„A nyugati medence megléte kívánatos és egyben praktikus is. Ezt azonban kivették a Canberra tervből a belügyminisztérium nyomására, a National Capital Planning and Development Committee tüzetesebb ellenőrzése nélkül. A megváltoztatott tervek alapján létrehozandó vízszalag, mintegy 3 millió dollárral, vagy még magasabb összeggel is többe került volna az eredeti ötletnél. A tavat a terveknek megfelelően kell létrehozni és az ehhez szükséges miniszteri rendeletet a lehető leghamarabb meg kell alkotni.”
Robert Menzies miniszterelnököt zavarta a főváros akkori kinézete. Az idő múlásával hozzáállása többször is váltakozott a fejlesztés lelkes támogatásától egészen negatív álláspontig. Két miniszterét is leteremtette, amiért nem kellő aktivitással álltak a fejlesztés ügyéhez.
1958-ban az újonnan létrehozott Nemzeti Fővárosi Fejlesztési Bizottság (angolul: National Capital Development Commission, rövidítve: NCDC) a szenátus 1955-ös vizsgálatán alapulva visszaállította a nyugati tó ötletét, melyet hivatalosan 1959 októberében fogadtak el. Az NCDC megakadályozta azt is, hogy Griffin eredeti terveivel ellentétben a tó középső részén a szárazföldi tengely meghosszabbításaként egy híd épüljön a Parliament House és az Ausztrál Háborús Emlékmű közötti részen.

### Végső kinézete

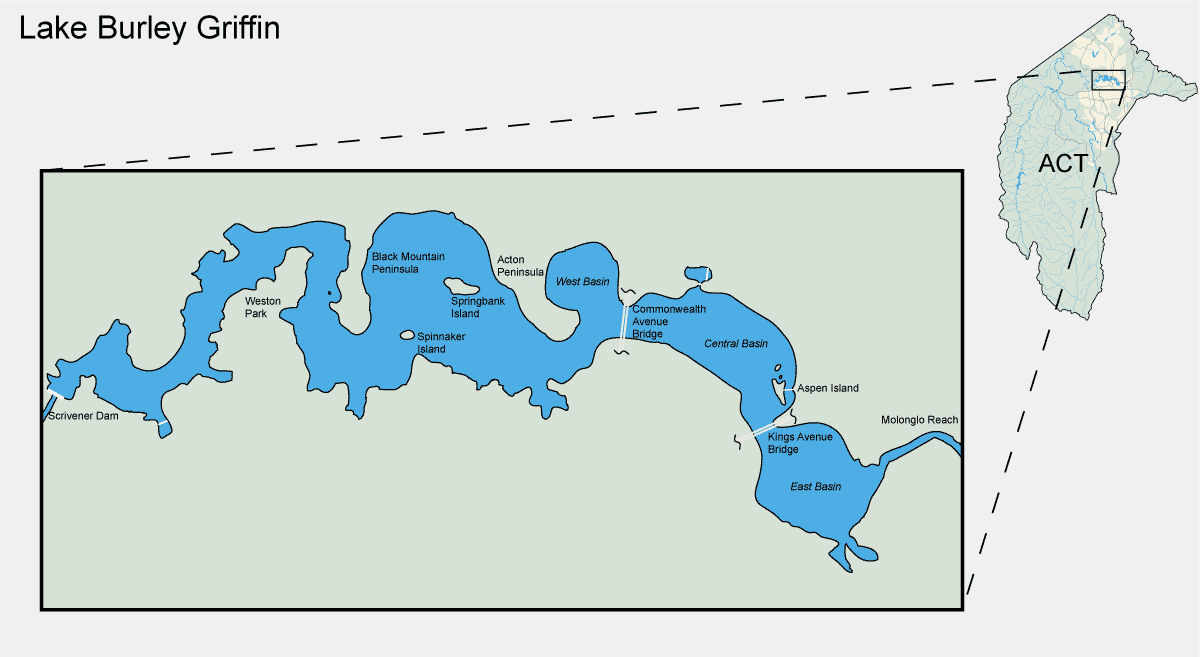
A Burley Griffin-tó térképe

A tó 33 000 000 m3 vizet foglal magába, felszíne 6,64 km². Hossza 11 kilométer, míg szélessége 1,2 kilométer a legszélesebb pontján. Partvonala 40,5 km, míg a tó felszíne a tenger szintje fölött mintegy 555,9 méterrel fekszik. Legmélyebb pontján 17,6 méter mély, míg átlagos mélysége csupán 4 méter. A keleti medencéje a legsekélyebb része is egyben, ahol 1,9 méter az átlagos vízmélység. 
A Burley Griffin-tóban hat sziget található, melyek közül három nagyobb sziget kapott elnevezést, míg a többi kis sziget névtelen. A három nagy közül az Aspen-sziget a tó központi medencéjében található, míg a másik kettő nagyobb sziget, a Springbank-sziget, valamint a Spinnaker-sziget a tó nyugati medencéjében helyezkednek el. Az Aspen-szigetet gyalogoshíd köti össze a szárazfölddel, továbbá itt található az Ausztrál Nemzeti Harangjáték.

## Építése
1958-ban a mérnökök kutatásokat végeztek annak érdekében, hogy a leendő gát alatti földrétegek szerkezetéről, illetve hidrológiai viszonyairól több információt tudjanak meg. További kutatások tárgyát képezte a tervezett tó várható vízminősége, iszaposodása, hatása a környező vidék éghajlatára, valamint a földterület minőségére gyakorolt hatása. A kutatások adatai bizonyították, hogy még árvíz esetén is csak mintegy egy méterrel fog várhatóan megemelkedni a tó vízszintje, mintegy 556 méterrel magasabbra, mint a világtenger szintje.
1959 februárjában a hatóságok megalapozottnak látták a gát megépítésének körülményeit. Ugyanakkor az ebben az időben éppen szabadságát töltő Robert Menzies miniszterelnök nem tudott beleavatkozni abba, hogy az államkincstár hivatalnokai pénzügyi gondokra hivatkozva visszatartsanak a tó építésére szánt pénzösszegből egy jelentősebb részt, ezért az építkezés leállt. Amikor azonban újraindult az építkezés, akkor már gyorsan haladt a munka. Az építkezés tetőpontján mintegy 4–500 fő dolgozott egyszerre a munkálatokon. John Overall, az NCDC megbízottja megígérte Menziesnek, hogy a munka négy éven belül elkészül, és kitartott emellett az álláspont mellett akkor is, amikor a miniszterelnök ezt szkeptikusan fogadta. A szükséges felszereléseket gyorsan sikerült beszerezni a munkák végrehajtásához.
A tervekkel kapcsolatos hosszan elnyúló politikai csatározásokat követően azokat megvalósíthatónak találták, és hamarosan alábbhagytak a kritizálással is. Menzies erőteljesen elítélte a tavat ellenzők sirámait. A legtöbben az ellenzők közül puszta pénzkidobásnak ítélték a beruházást, amelyet szerintük alapvető szolgáltatások fejlesztésére is költhettek volna Ausztrália szerte. A kevésbé negatív vélemények szerint is káros hatásai között sorolható fel a leendő tónak az, hogy elszaporodhatnak vizében a szúnyogok, ökológiai pusztulást okoz a tó kialakítása, a tó várhatóan el fog iszaposodni, illetve a tó miatt megnő a ködképződés esélye a fővárosban. Mindezen megállapítások nagy része végül alaptalannak bizonyult.

### Medencék, szigetek, partvonal

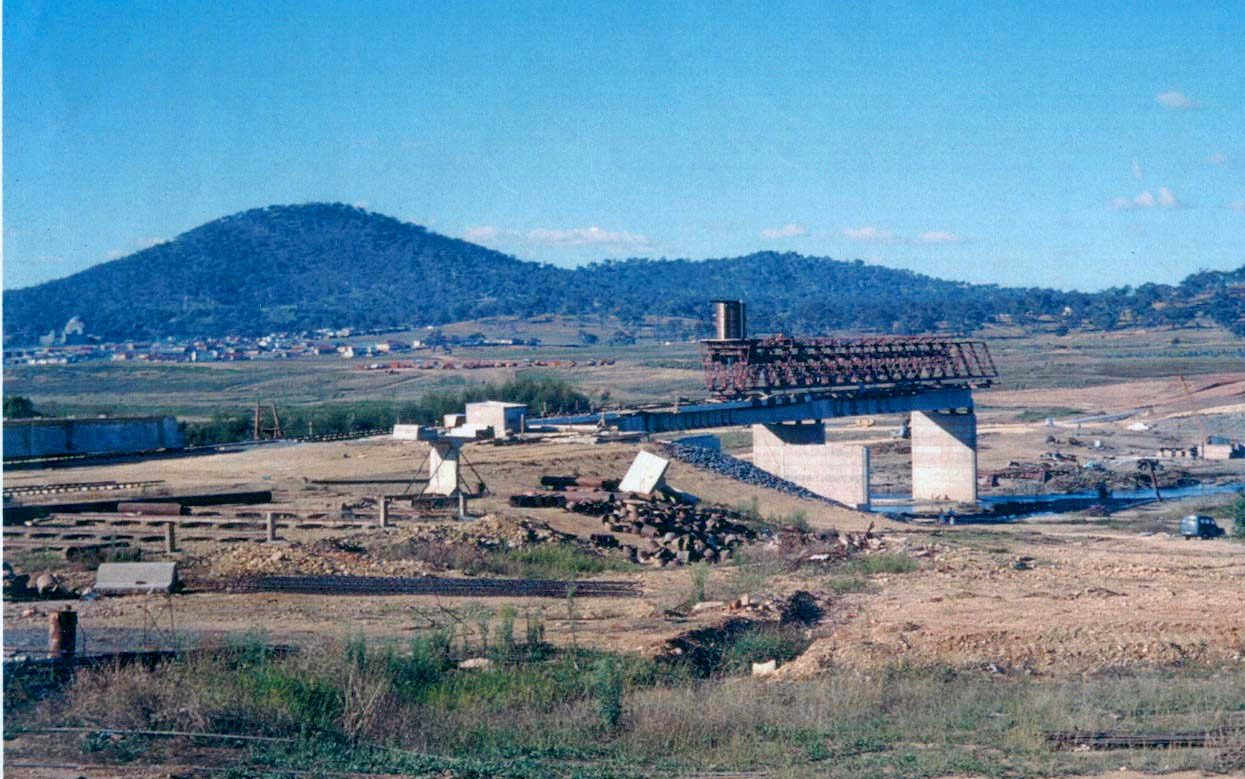
A Kings Avenue-híd építés alatt álló déli vége az Ausztrál Háborús Emlékművel a bal oldalon 1961-ben.

A Griffin-tó medrének kialakítása 1960-ban kezdődött azzal, hogy megtisztították a Molonglo-folyó környékét a növényzettől. A golfpályán, a leendő épületek helyein, illetve a folyó mentén tövestül szedték ki azokat a fákat, amelyek útban voltak. 
A legfőbb földmunkák során mintegy 382 000 m3 talajt mozgattak meg, melynek nagy részét összegyűjtötték, és később parkok, kertek kialakításához használták fel, beleértve a tó északi partjai mentén húzódó Commonwealth Parkot is. E földmennyiségből alkották meg a tó hat darab mesterséges szigetét is, többek között a későbbi Springbank-szigetet is. A Springbank-sziget nevét a korábban itt elhelyezkedő Springbank Farmról kapta. A Yarralumla közelében fekvő Spinnaker-szigetet az ott húzódó vitorláshajó-útvonal tematikájához igazítva nevezték el. A mederből kiásott kövek jelentős részét a Kings Avenue-híd alapozásánál használták fel.
A tó medrét legalább mintegy két méter mélyre ásták, hogy a csónakázást ne zavarja a sekély vízmélység. Egy további indok is alátámasztotta ennek fontosságát, mivel a szúnyogok az ilyen mély vizekbe már nem rakják le petéiket, valamint nem kerül sor párzásukra. A területen egy talajmentési programot indítottak és a felhalmozott föld újrahasznosításával kerülték el a nagyobb talajpusztulást. A kialakított meddőhányókban felhalmozott homokot, valamint kavicsot és sódert a környező építkezéseken hasznosították. A tó fenekét védőterítőkkel látták el, melyek meggátolják, hogy nagyobb vízveszteség alakuljon ki a víz elszivárgása miatt.
A munkálatok következő fázisa során a tó négyféle parti kialakítást kapott. A középső medence déli részein vasbeton falakkal védik a partvonalat, míg a keleti részen habarccsal kiöntött terméskövet használtak fel a Commonwealth Park közelében, csakúgy, mint a tó keleti medencéjének más partszakaszain. Homokkal és kaviccsal borított strandokat alakítottak ki más részeken, hogy ezáltal elősegítsék az itt kikapcsolódó emberek különböző tevékenységeit. Ez utóbbiak főleg a tó nyugati medencéjében vannak jelen. Sziklás kitüremkedések, meredeken lejtő szilárd burkolatú vízi növényzettel borított partszakaszok, gyékénnyel borított területek szintén ki lettek alakítva. Ez a West Lake nevű részen jellemző, Yarralumlában. A tó körül mintegy 55 000 darab fa került elültetésre a beruházás keretén belül. A fák többnyire a város környékére jellemző eukaliptuszfélékből kerültek ki.

### Hidak
A Burley Griffin-tó fölött több híd is átível, úgy, mint a Commonwealth Avenue-híd (hossza 310 méter), a Kings Avenue-híd (hossza 270 méter), valamint a Scrivener-gát tetején futó közút. A két híd a korábbi fából készült hidak helyén épült fel, még a tó feltöltése előtt.

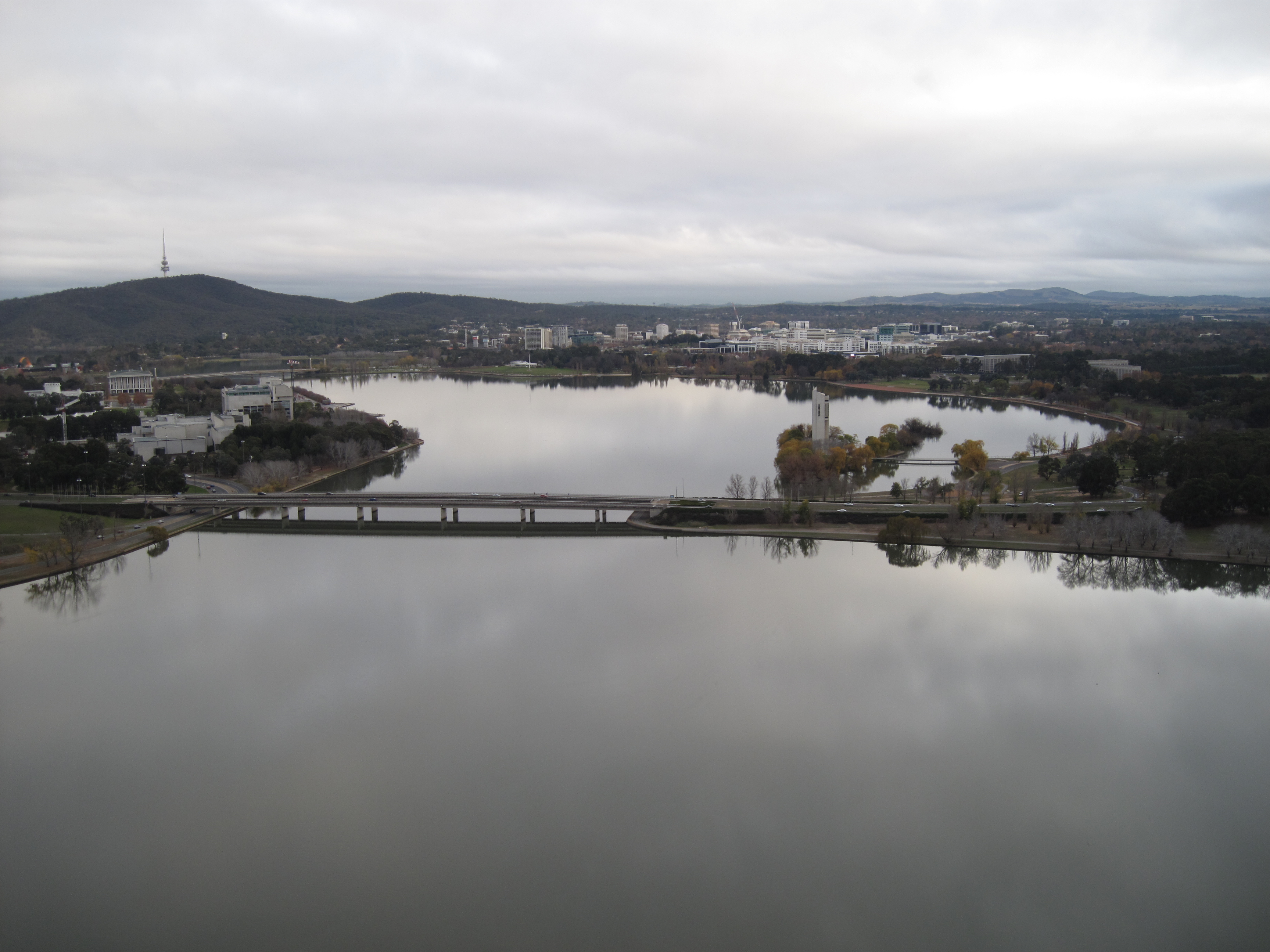
Kings Avenue Bridge

A helyszínek kiválasztása mindkét híd esetében 1959 vége és 1960 eleje közt történt meg. A Kings Avenue-híd építése 1960-ban kezdődött meg, melyet egy évvel később 1961-ben követett a Commonwealth Avenue-híd megépítése. Szerencsére a hidak építésekor éppen száraz időszak köszöntött be, ezért a hidak alapjait száraz körülmények között tudták megépíteni. A vasbeton szerkezetű hidak szerkezetét rozsdamentes acélsodronyok alkalmazásával erősítették meg.
Mindkét híd betonból és acélból épült, két forgalmi sávval; ám, míg a Commonwealth Avenue három-három forgalmi sávval rendelkezik mindkét irányban, addig a Kings Avenue két sávos. A hagyományos lámpatestekkel történő megvilágítás helyett a Kings Avenue-híd fluoreszkáló csövek sorával van megvilágítva, ami az úgy nevezett "integrált megvilágítás". Mivel tetszést váltott ki ezen megoldás, ezért később a Commonwealth Avenue-hídnál is ezt alkalmazták. Mindkét híd megvilágítása díjat nyert az Illumination Engineering Society-től.
A Kings Avenue-hidat 1962. március 10-én Menzies adta át, nagy tömegek ünneplése közepette. A Commonwealth Avenue-hidat 1963-ban adták át mindenféle hivatalos ünnepség nélkül. Menzies „a főváros legkifinomultabb építményének” nevezte.

### Gát

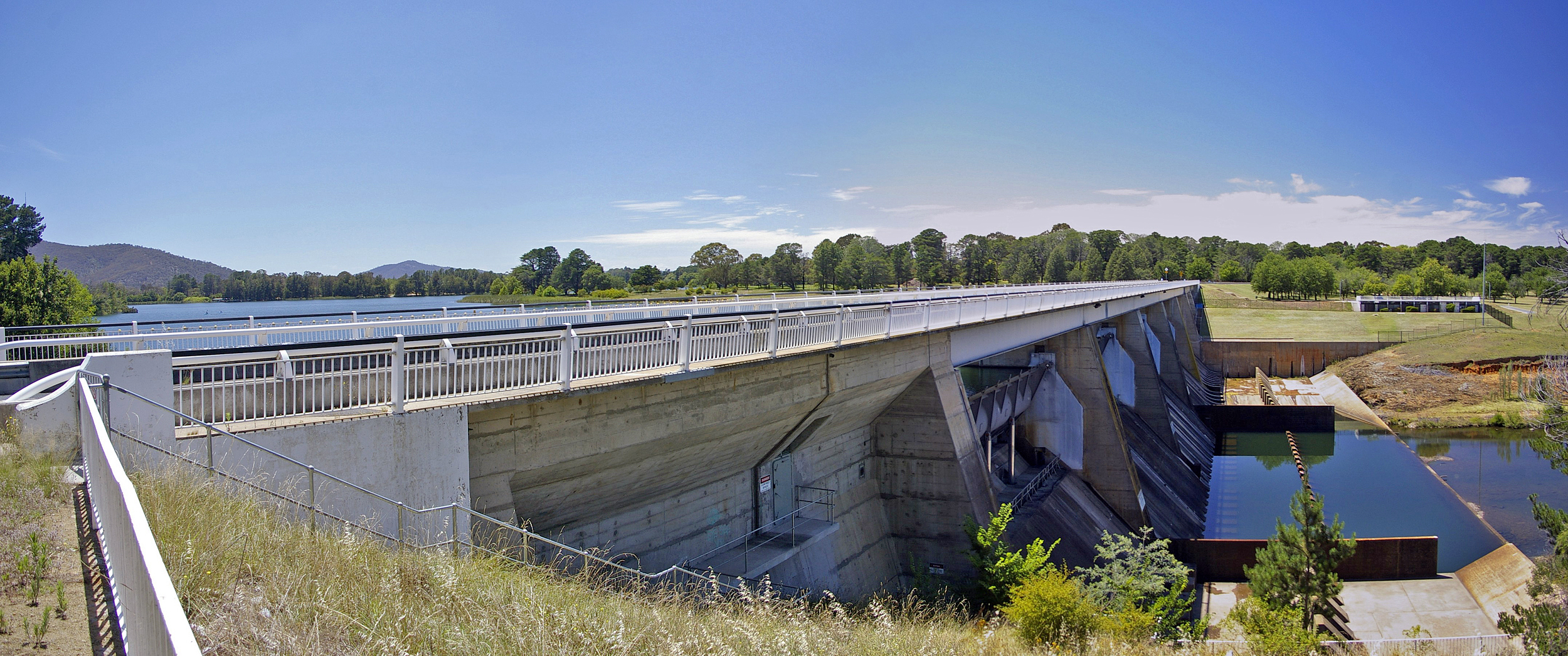
Scrivener Dam

A Scrivener-gát, amely visszatartja a Burley Griffin-tó víztömegét, Charles Robert Scrivener ausztrál földmérőről kapta a nevét. A gát tervének kidolgozását, illetve építését a Nyugat-Németországban működő Rheinstahl Union Bruckenbau vállalat végezte a folyómederben fellépő esetleges földmozgások figyelembevételével, a gát szerkezetének megerősítésével. Erre azért volt szükség, mert a gát alapja kvarc porfíron fekszik. A gát 33 méter magas és 319 méter hosszú, falai 19,7 méter vastagságúak. Építéséhez közel 55 000 köbméternyi betont használtak fel. A gátat úgy tervezték, hogy képes legyen ellenállni olyan nagyobb vízmennyiségnek is, mint amilyen csak mintegy 5000 évenként egyszer fordul elő a vidéken.
A gát építése 1960 szeptemberében kezdődött, és zsilipjeit 1963 szeptemberében zárták le. A gátban egy öt folyosós leeresztő csatornarendszer van kialakítva, melyet egy 30,5 méter széles hidraulikus működtetésű árvízvédelmi leeresztőzsilippel szabályoznak. Ez lehetővé teszi, hogy a tó vízszintjét pontosan tudják fenntartani, amely miatt csökkenteni tudják a nagyobb, illetve kisebb vízállások kialakulása közti különbségeket. Az öt leeresztőcsatorna a gát történetében eddig csak egyetlen alkalommal volt egyidejűleg nyitva, amikor az 1976-os árvíz során erre szükség volt. A tó térfogatának mintegy kétharmadát a gát tartja meg. A leeresztőrendszer úgy lett kialakítva, hogy a felgyülemlő iszap egy részét is le lehessen engedni általa. 
A gát áteresztőképessége normál esetben 5600 m³/másodperc, de vészhelyzet esetén képes átengedni akár 8600 m³/másodpercnyi vízmennyiséget is. A gáton áthaladó 2830 m³/másodpercnyi vízmennyiség esetén a tó vízállása állandó marad. A Molonglo-folyón eddig valaha mért legnagyobb vízmennyiség 3400 m³/másodperc volt összesen.
A gáton halad keresztül a Lady Denman Drive út, amely a harmadik lehetőséget kínálja arra, hogy közúton átkelhessünk a tó felett. Egy darab két sávból álló úttestből, valamint egy bicikliútból áll, valamint Canberra nyugati részéből itt kelhetnek át gyalog az emberek. Ez annak köszönhető, hogy a híd zsilipjei alulról emelkednek ki, amikor azokat elzárják, szemben más zsilipekkel, ahol fentről eresztik le a zsilipeket lezáró táblákat.

### Feltöltése
Egy hosszú időn át tartó száraz időszak segítette a tó medrének kialakítását, illetve a tó létrehozásával kapcsolatos munkálatok végrehajtását. A Scrivener-gát zsilipjeit 1963. szeptember 20-án zárták le ünnepélyes keretek között, az akkor hivatalban lévő ausztrál belügyminiszter, Gordon Freeth jelenlétében. Robert Menzies miniszterelnök egészségügyi okokból nem vehetett részt e jeles eseményen. A szárazság következtében azonban még pár hónappal a tó feltöltésének megkezdése után is csak szúnyogokkal fertőzött, sekély vízfelületek éktelenkedtek a tó majdani területén. Végül az aszályos időszak elmúltával 1964. április 29-ére a tó elérte a tervezett vízszintet. 1964. október 17-én Sir Robert Menzies miniszterelnök a tó megnyitó ünnepségén megemlékezett a tó feltöltéséről, valamint az ezzel kapcsolatos építkezések befejezéséről egy vitorláshajó fedélzetén. A mintegy öt évtized alatt, 5 039 050 ausztrál dollárból megvalósuló, Burley Griffin tavat végül tűzijáték kíséretében adták át a nagyközönségnek. Gordon Freeth Menziest javasolta a tó névadójának, ám ő elhárította ezt, mivel inkább a város terveit létrehozó Griffint tartotta érdemesebbre erre a címre.
Komolyabb szárazságok idején a tó vízszintje elfogadhatatlanul alacsony szintre is lecsökkenhet. Ha ez bekövetkezne, akkor vizet engednek a tóba a Queanbeyan-folyó fentebbi szakaszán létrehozott Googong-gát víztározójából. A Queanbeyan-folyó a Molonglo-folyó mellékvize. A Googong-gát egyike a Canberrát és a Queanbeyan régiót vízzel ellátó három duzzasztóműnek. A másik kettő a Cotter-gát, valamint a Corin-gát. A Googong-gát által felfogott vízmennyiség mintegy 124 500 000 m3.

## Későbbi története és fejlesztése

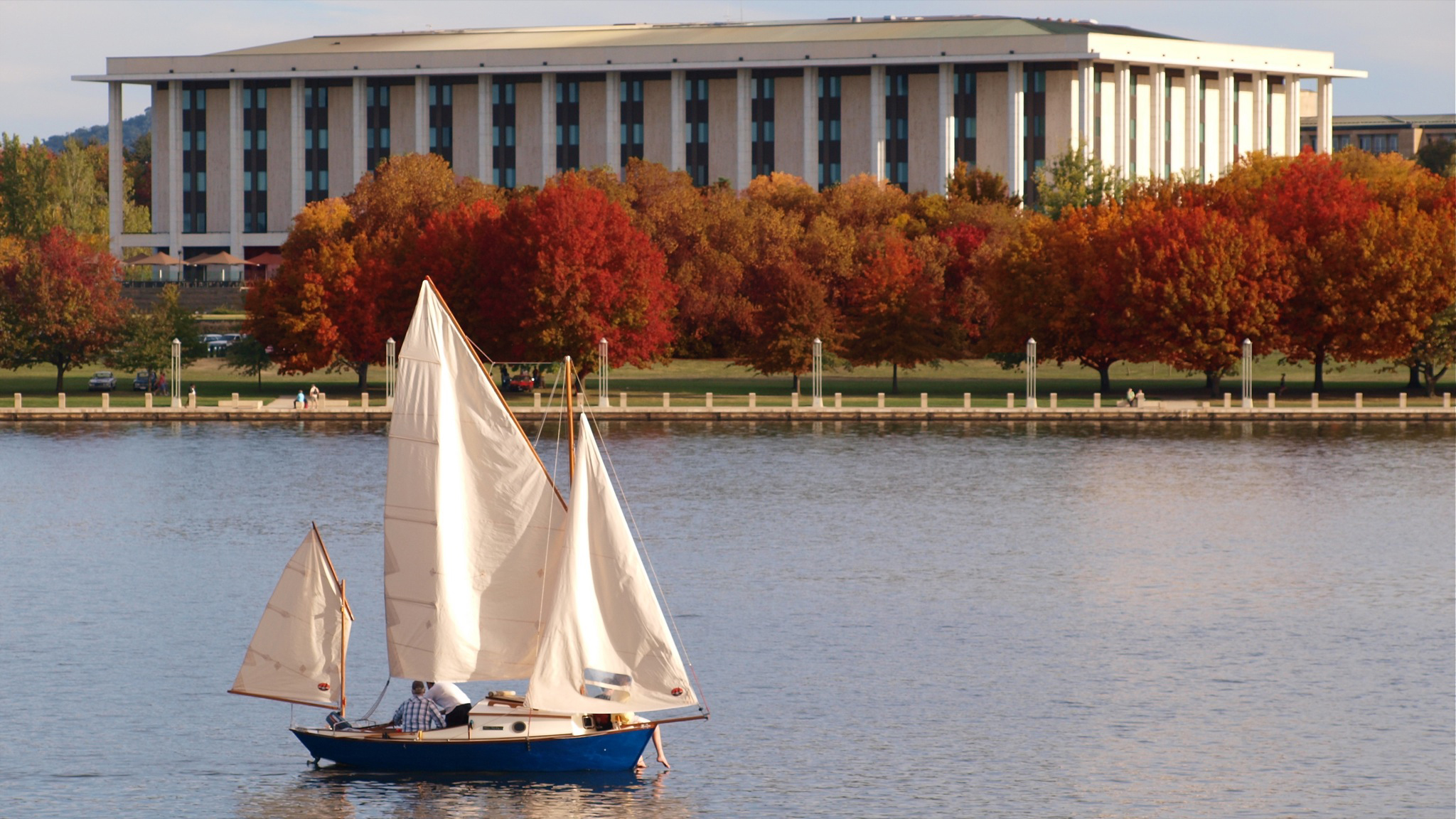
Az Ausztrál Nemzeti Könyvtár épülete és a tó látképe ősszel.

Griffin tervei alapján a tó a város fókuszában helyezkedik el. A tó létrehozását követő négy évtizedben számos országosan is fontos intézmény épületét húzták fel a tó partjai mentén. A kormányzati célkitűzések alapján „A tó nem csupán Canberrának központját képezi a maga nemében, hanem a Nemzeti Parlamentáris Területnek is előterét képezi”.
A tó megalkotása nem csak a kiemelt fontosságú épületegyüttesnek nyújt vízfelülettel egybekötött előteret, hanem számos olyan további korábban itt álló kiemelkedő intézménynek is, melyek azelőtt nem voltak víz közelében. A Royal Canberra Hospital az Acton-félszigeten állt a Nyugati-tó, illetve a Burley Griffin-tó nyugati medencéje között, egészen annak lebontásáig. A korábbi kormányzati épület, a Blundell's Cottage épülete is hasonlóan járt, hiszen Canberra kiépítésének megkezdése előtt már mintegy ötven évvel is állt. Az Ausztrál Nemzeti Egyetem a Nyugati-tó déli és északi részén elterülő épületeivel szintén vízfelület közelébe került. 
1970-ben két további látványosság épült meg a tó központi medencéje körül. A James Cook kapitány Emlékmű Ausztrália felfedezésének kétszázadik évfordulójára készült el Sir James Cook kapitány emléke előtt tisztelegve. Ennek részét képezi a genfi mintára a tóból kilövellő szökőkút sugara, valamint egy földgömb rácsozott kivitelben Regatta Pointnál, melyen Cook tengerjáró utazásainak állomásait lehet nyomon követni. 1970. április 25-én II. Erzsébet brit királynő adta át hivatalos keretek között az emlékművet. Még ugyanezen ünnepség keretén belül a királynő átadta a Nemzeti Harangjátékot, amely az Aspen-szigeten található, ahol az az ötven bronzharang lakik, melyeket a brit kormány adományozott a város fennállásának ötvenedik évfordulójára.
A központi medence elkészülte után egy vízi útvonal jött létre az Ausztrál Háborús Emlékmű és a Parliament House között, valamint annak tengelye mentén a szárazföldön egy látványos sugárút épült ki. Később a hatvanas évek végétől a nyolcvanas évek elejéig számos országosan is jelentős új épület emelkedett ki a tengely mentén. Az Ausztrál Nemzeti Könyvtár épülete 1968-ban készült el. Ausztrália Legfelsőbb Bírósága és az Ausztrál Nemzeti Galéria épületeit a hetvenes évek végén kezdték el felépíteni, és az előbbit 1980 májusában, az utóbbit 1982 októberében adták át. Ezen utóbbi két épület a tengely keleti felén helyezkedik el. 1988-ban készült el az Új Parliament House a Capital Hillen, ezáltal elkészült a Parlamentáris Háromszög legfontosabb épülete is.
Az Ausztrál Nemzeti Múzeum jelenlegi épülete 2001-ben készült el a korábban itt állt Royal Canberra Hospital helyén. Erre azt követően kerülhetett sor, hogy a kórház épületét 1997-ben szabályozott keretek között felrobbantották, ugyanakkor az Ausztráliai Fővárosi Terület kormányát komoly kritikákkal illették, amiért a kórház egyik darabja halálra sújtott egy kislányt.
A huszonegyedik század kezdetére a tó elrendezése jelentősen megváltozott a kezdeti állapotokhoz viszonyítva, részben a keleti medence déli partján megvalósult Kingston Foreshores Redevelopment megépítésének következtében, melyet 1997-ben terveztek. Ajánlattételi eljárás lépett életbe, és megkezdődött egy több millió ausztrál dollár értékű luxus lakóingatlanokból álló épületegyüttes kiépítése Kingston városrészben, ami az ingatlanárakat az egekbe emelte. Egy, a fejlesztéssel kapcsolatos környezetvédelmi hatástanulmány körül kialakult vitát követően a korábbi ipari terület rozsdaövezetében elkezdődött az építkezés. 2007-ben egy kikötő építése miatt a tóból némi vízfelületet vettek el.

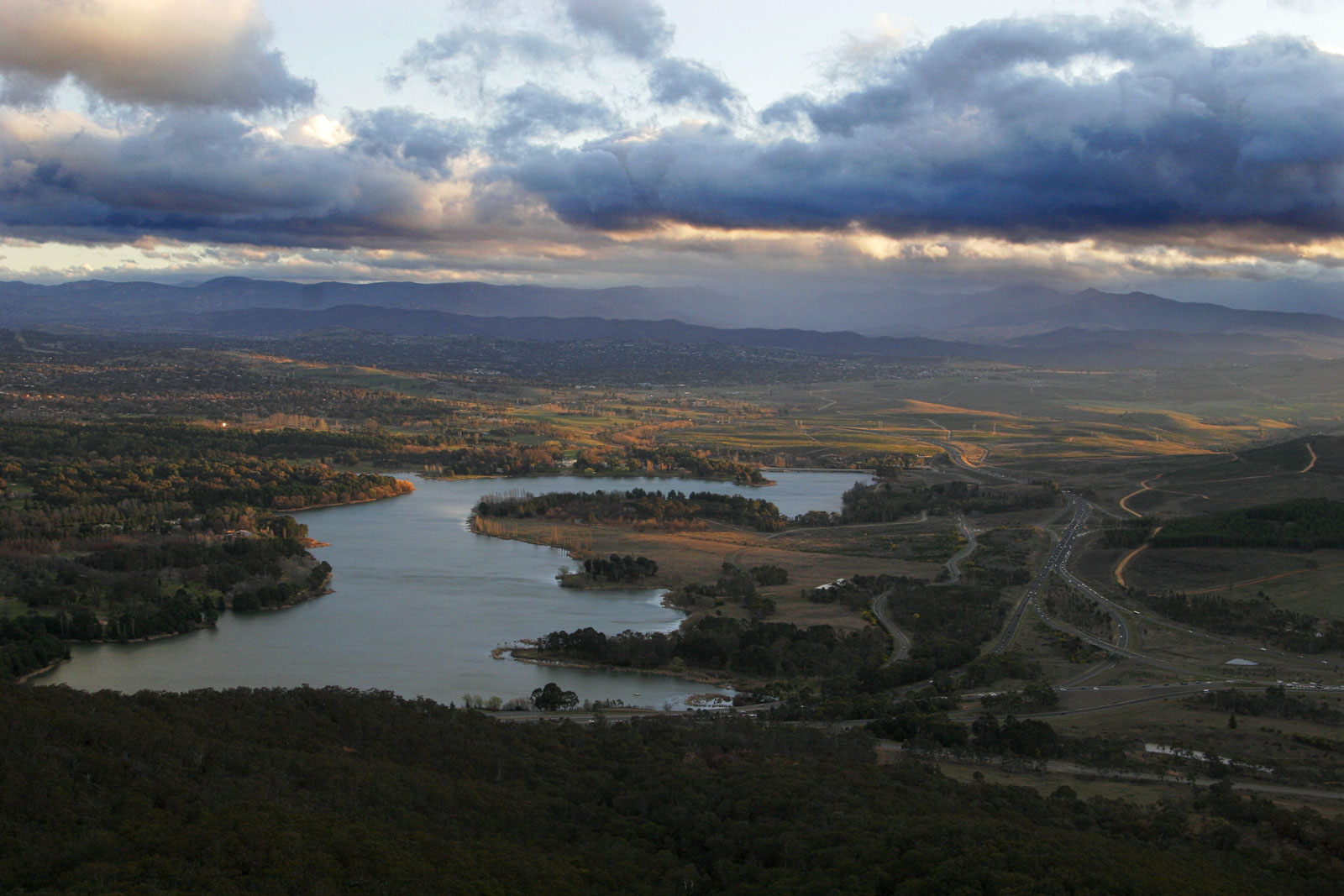
A Burley Griffin-tó képe, a Telstra Towerből

A Kingston Erőmű épületében, amely annak idején a város energiaellátásáért volt felelős, 2007-ben kezdett üzemelni a Canberra Glassworks üveggyár, ami mintegy ötven évvel az erőmű leállása után vitt újra életet az ipari létesítménybe. 
Az ausztrál művész, Warren Langley tervei alapján épült fel a 2010. május 21-én átadott Touching Lightly elnevezésű, 25 méter magas üvegtorony, melyet a miniszterelnök és a művészetekért és örökségvédelemért felelős miniszter adott át.
2007-ben a kormány bejelentette, hogy a történelmi Albert Hall környékének szerepkörét át kívánják alakítani az idegenforgalom és a vendéglátás egységeinek kedvező övezetté. Ennek keretein belül egy nyolc emeletes épületet kívántak felhúzni, amelyben több kereskedelmi, illetve kulturális egység kapott volna helyet. Ez a terv heves ellenállásba ütközött az örökségvédelmi aktivisták valamint a városlakók részéről, akik több, mint 3300 aláírást gyűjtöttek össze a terv megvalósítása ellen. A tiltakozások egyik alapja az volt, hogy a terv túlságosan az üzleti érdekek mentén volt kitalálva, és háttérbe szorította volna a kulturális intézményeket és a közösségi eseményeket. A terveket 2009-ben elvetették.
Egy másik, később meg nem valósult elképzelés lett volna az Immigration-híd megépítése az Ausztrál Nemzeti Múzeum és a déli parton fekvő Lennox Gardens között, amit szintén heves ellenérzésekkel fogadtak a helyiek. A híd annak állított volna emléket, hogy Ausztráliát a bevándorlók tették azzá, amivé vált. Egy indítvány szerint ennek a hídnak a tó más részén lehetne helyet találni, ahol a helyi lakosság számára több haszonnal járna a szerkezet megépítése.

## Tóparti pihenés

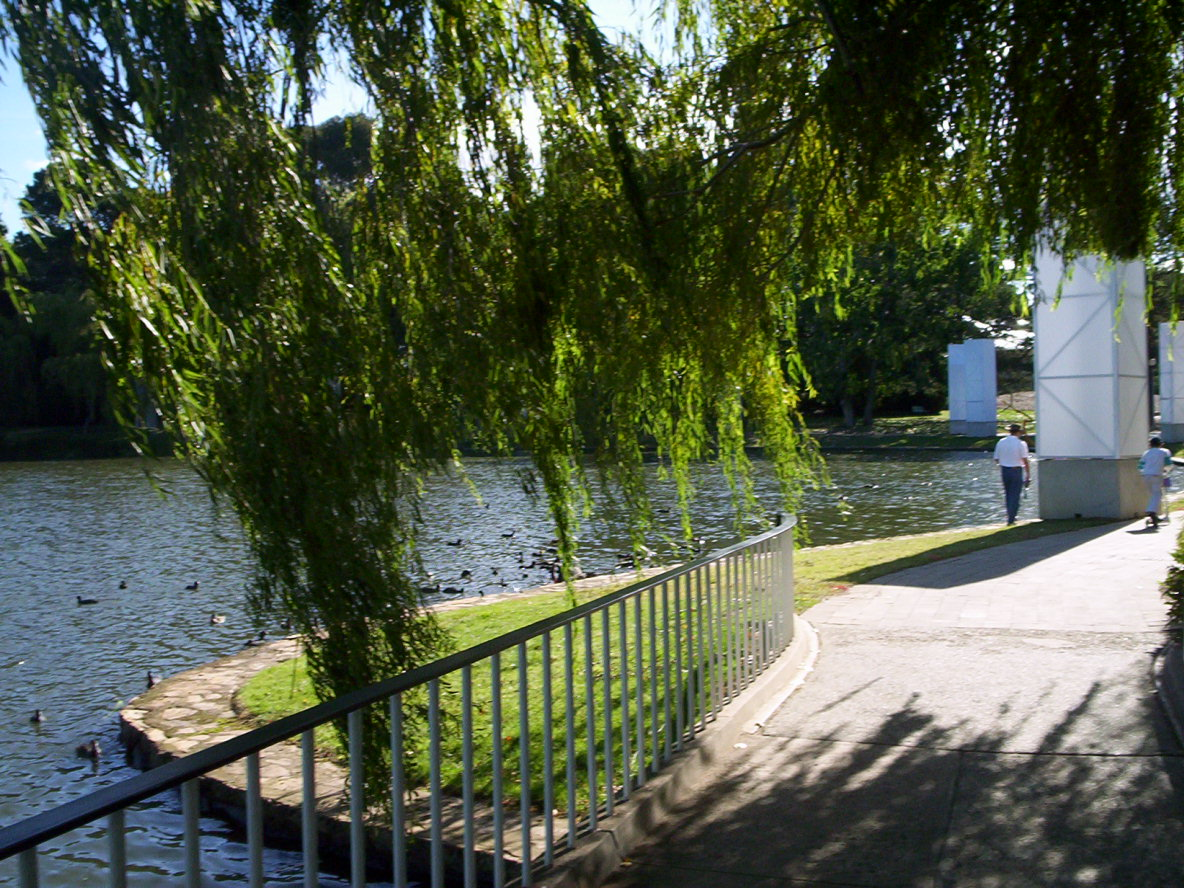
Commonwealth Park

A Burley Griffin-tó partjai mentén népszerű pihenőövezet húzódik, melyet a helyiek a tó angol nevének kezdőbetűiből alkotva csak LBG-nek neveznek. A tó partjai mentén szinte mindenütt közparkok húzódnak, ahol ingyen használható barbecue-sütők, elkerített úszóhelyek, piknikező asztalok és illemhelyek találhatók. Ezen parkok összesen mintegy 3139 km2 zöldterületet biztosítanak. A parkok közül jó néhány főleg az emberek pihenését szolgálja, például a Commonwealth Park, a Weston Park, a Kings Park, a Grevillea Park, a Lenox Gardens, valamint a Commonwealth Place. A két legnépszerűbb ezek közül is a Commonwealth Park és a Kings Park. A Commonwealth Parkban tartják az évenként megrendezett virágfesztivált, a Floriade-t, ami mintegy 300 000 látogatót vonz minden év tavaszán. E fesztivált majdnem annyian látogatják, mint amennyien magában a fővárosban laknak. Ez Ausztrália legnagyobb virágfesztiválja és egyben a város egyik legkiemelkedőbb idegenforgalmi rendezvénye, valamint emiatt törvényi védelem alatt áll elnevezése, hogy más hasonló rendezvények ne vehessék fel a nevét az országban. A főváros megalapításának századik évfordulójára a fesztivál kibővítése is a tervekben szerepelt. A tó nyugati részén elhelyezkedő Weston Park főleg erdőjéről híres, többek közt tűlevelű fáiról, míg a Black Mountain-félsziget piknikezőhelyei főleg eukaliptuszfák alatt találhatóak. A keleti medence közelében fekvő Grevillea Park és a Bowen Park kevésbé vannak kihasználva.
A homokos partok, csónak leengedő rámpák elszaporodása miatt a nyugati medence inkább az úszók és a vízi járművek terepévé vált. A tó körül kerékpárút alkot gyűrűt és a tó körüli kerékpározás, futás, illetve sétálás igen népszerű időtöltése a helyi lakosoknak, főleg hétvégente. Szilveszter este rendezik meg 1989 óta a népszerű Skyfire nevű tüzijáték programot.

### Vízi sportok

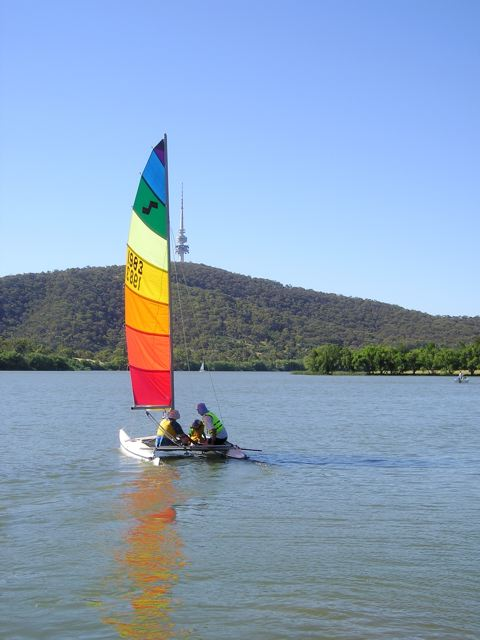
Vízi jármű a nyugati medence vizén, a Burley Griffin-tavon, háttérben a Black Mountain Tower.

Azon túlmenően, hogy a Burley Griffin-tó a város egyik fő díszítőeleme, egyúttal a vízi sportok szerelmeseinek is kedvenc terepe. A kenuzás, a vitorláshajózás, a vízibiciklizés, a szörfölés és a sárkányhajózás tartoznak a legkedveltebb vízi sportok közé a tavon. A tó nyugati részén egy evezőpályát is kialakítottak. A nemzeti bajnokság eseményei már 1964 óta a tavon kerülnek megrendezésre, jóllehet az erős szelek ekkor elriasztották a szervezőket az eredeti időponttól. Egyszer például egy hajót nekifújt a szél az egyik híd pillérjének. Bár a tóban való úszás nem kimondottan népszerű, ugyanakkor ennek az utóbbi időben tovább ártott az, hogy többször is fel kellett függeszteni vízminőségi okok miatt a tóban való fürdőzést. A víz hőmérséklete általában amúgy sem kedvez az úszóknak. Nyaranta számos vízi sport-, illetve triatlon eseményt szoktak a tónál megrendezni, többek között a Sri Chinmoy Triatlon Fesztivált.
A tavon motorcsónakok használata általában véve nem engedélyezett, kivéve, ha mentési munkálatokról, bizonyos kereskedelmi célokról, illetve speciális okokból (például történelmi filmek kedvéért üzemeltetett motoros meghajtású hajók miatt) van szó. A Molonglo Reach egy a Molonglo-folyónak ezen a szakaszán kialakított vízisípálya. A tavon mindössze tíz motor által hajtott hajónak van engedélye közlekedni, bár csak korlátozott területen.

### Biztonság

A Nemzeti Harangjáték az Aspen-szigeten

A tavon az Ausztrál Szövetségi Rendőrség vízi rendészetének hajói járőröznek. A vízi rendőrök segítséget nyújtanak a tó használói számára, hogy csak megfelelő állapotú vízi járművekkel közlekedhessenek a vízen, valamint a partra vontatják az esetlegesen sérült hajókat.
A tónál a legtöbb úszást biztosító hely biztonsági okokból bójákkal van elkerítve. A legnépszerűbb helyeken öltözők, mentőövek, valamint segélyhívó telefonok vannak kihelyezve. 1962 és 1991 között összesen hét ember fulladt a tó vizébe.
Biztonsági és vízminőségi okokból a különböző vízi sportágakat a tó külön zónáiban lehet végezni. A tó keleti vége főleg azon sportágak számára van fenntartva, ahol a vízzel közvetlenül érintkeznek a sportot űzők, mint amilyen például az úszás, vagy a vízisízés. A keleti és a középső medencék közelebb esnek a lakott területekhez, ahol inkább a vízzel csak másodlagos módon érintkezhetnek az azokban résztvevők, mint amilyen a vitorlázás, vagy az evezés. West Lake és Tarcoola Reach, amelyek a Commonwealth Avenue és Kurrajong Point között fedik le a területet, képezik a tó elsődleges rekreációs helyszínét, és mind az elsődleges, mind a másodlagos vízzel való érintkezést kínáló sportágak engedélyezettek. A Yarramundi Reachnél evezőpályát jelöltek ki a Scrivener-gát közelében, és itt főleg másodlagos zóna van, bár az elsődleges érintkezést kínáló sportok sem tiltottak.

## Környezetvédelem

### Vízminőség

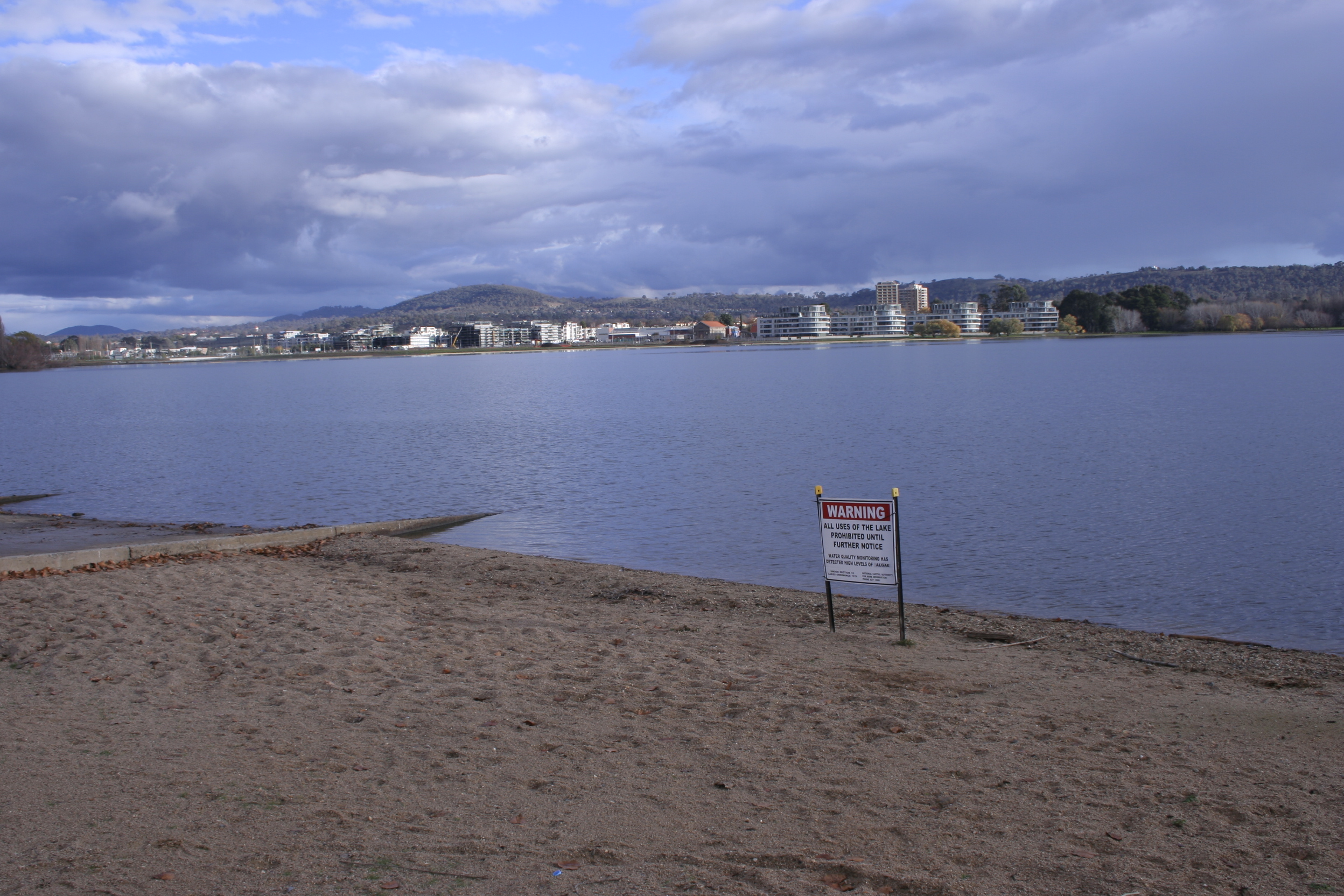
Cianobaktériumok miatt kitett figyelmeztető jelzés a tó mellett 2009. június ötödikén.

A mérgező kék-zöld algák viszonylag közönséges lakói a tónak. A vízzel való közvetlen érintkezést a hatóságok olyankor szokták megtiltani, amikor az algák elszaporodnak a tó vizében. A tó vízminőségének javítása érdekében különböző lépéseket tettek, hogy kevesebb foszfát kerüljön a vízbe. A kék-zöld algák mérgező anyagokat termelnek, amelyek veszélyesek lehetnek az emberek, illetve bármely állat számára, amelyek kapcsolatba kerülnek a szennyezett vízzel. Számos ilyen eset történt már főleg kutyákkal, melyek megfürödtek a tó vizében és közben ittak is belőle. 
A tó vize sötétnek tűnik a vízben lebegő apró szemcsék miatt, ám ez önmagában nem jelent veszélyt az egészségre. A szél által gerjesztett hullámzás ugyanakkor hozzájárul a tó vizében élő növényeknél a fotoszintézis állandó szinten tartásához. A tó eliszaposodása nem igazán jelentős probléma a tó egészét tekintve, inkább csak a keleti medencében fordul elő komolyabban, ám kotrást még ez sem igényel. A Googong-gát megépítésével a nehézfém koncentráció szintje is lecsökkent, részben annak is köszönhetően, hogy a folyó felsőbb szakaszán több ólombánya is bezárt. A kimosódás, illetve a talajvíz szivárgása még mindig okoz némi szennyeződést a tó vizében. A különböző szennyezések minimalizálása miatt szemétfogó, olajfogó és üledéket visszatartó szerkezetek kerültek kihelyezésre a tónak azon a részén, ahol a Molonglo-folyó vize beérkezik.

### Vízi élőlények és horgászat
A horgászat meglehetősen népszerű időtöltés a tónál. A ponty a leggyakrabban kifogott, ám ide illegálisan behurcolt halfaj. A tó halállományát évenként megvizsgálják a szakemberek, hogy megállapítsák annak fajösszetételét. A tóban a csapósügér majdnem olyan gyakori, mint a ponty. Gyakran a horgászok csalijára akkor is csapósügérek kapnak rá, amikor éppen aranysügért akarnak kifogni. Több kevésbé gyakori őshonos halfaj is megél a tó vizében, mint például Maccullochella peelii, Hypseleotris klunzingeri, Macquaria ambigua, valamint vannak ezeken kívül még további behurcolt halfajták is, mint például az aranyhal (Carassius auratus), a Gambusia, a szivárványos pisztráng (Oncorhynchus mykiss), valamint a sebes pisztráng (Salmo trutta).

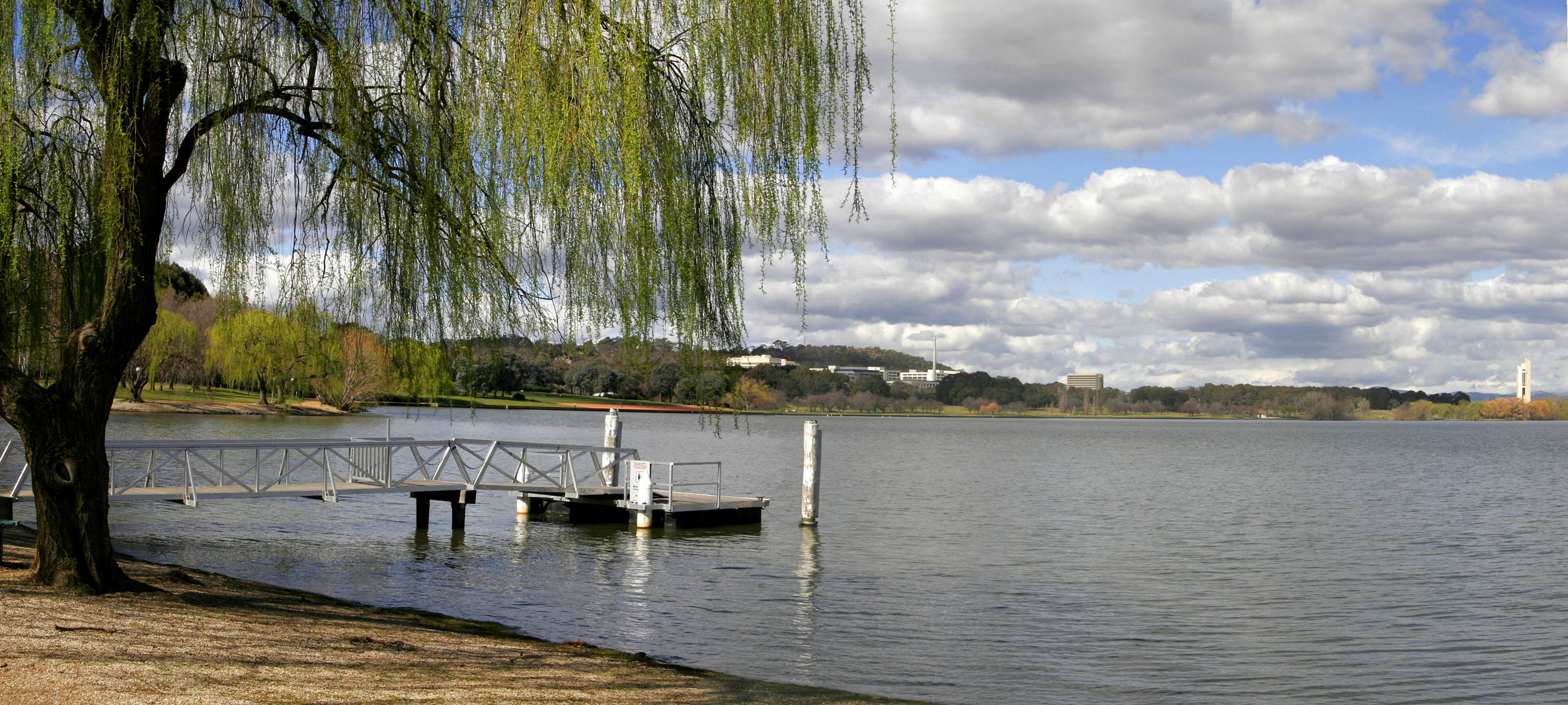
A központi medence látképe a Nemzeti Harangjáték felé nézve

1981 óta minden évben telepítenek őshonos, illetve behurcolt halfajokat a tóba, és ezen idő alatt már több mint félmillió hallal gazdagították a tó élővilágát. A tó halfaunája számos változáson ment át, mióta első alkalommal feltöltötték a tómedret.
A rendszeres haltelepítés a nyolcvanas években indult a Molonglo-folyóból egy a huszadik század első felében történt ipari szennyezés miatt a folyóból teljesen kipusztult őshonos halfajták megmentése és visszatelepítése céljával. A haltelepítések másik fontos oka a veszélyeztetett halfajták megmentésén túl az, hogy azon halfajokat is visszapótolják a tóba, melyeket túlzott mértékben fognak ki annak vizéből. Az őshonos ragadozó halfajok egyedszámának egyensúlya azért is fontos, mert jelenlétükkel szabályozzák a tó élővilágának egyensúlyát.
Az őshonos Bidyanus bidyanus, valamint a behurcolt sebes pisztráng (Salmo trutta) első példányait 1981–83 között engedték szabadon, valamint 1987 és 1989 között, de azóta nem telepítettek belőlük. A Bidyanus bidyanus telepítését követően szinte nem is sikerült kifogni egyetlen példányt sem a tóból. A szintén behurcolt szivárványos pisztráng (Oncorhynchus mykiss) telepítését szórványosan végezték, megközelítőleg évtizedenként egyszer, de 2002–2004 óta már nem telepítettek belőle, mert nagyon kevés marad belőle életben. Egy kormányzati jelentés alapján e halfaj alacsony túlélési rátája nem ismert, de feltételezik, hogy a pontyokkal az élelemért folytatott küzdelem állhat a háttérben. Ugyanakkor az eutróf környezet és a nyári időszakban magasra szökő vízhőmérséklet is az okok közt szerepelhet. A Macquaria ambigua valamint a Maccullochella peelii adja a tóba telepített halak mintegy négyötödét az utóbbi három évtized során, és ezen halfajok voltak azok, amelyeket az utóbbi öt évben egyáltalán a tóba telepítettek. A kormányzat 2014-től számítva még további öt évig akarja ugyanezen halfajok telepítését megvalósítani.

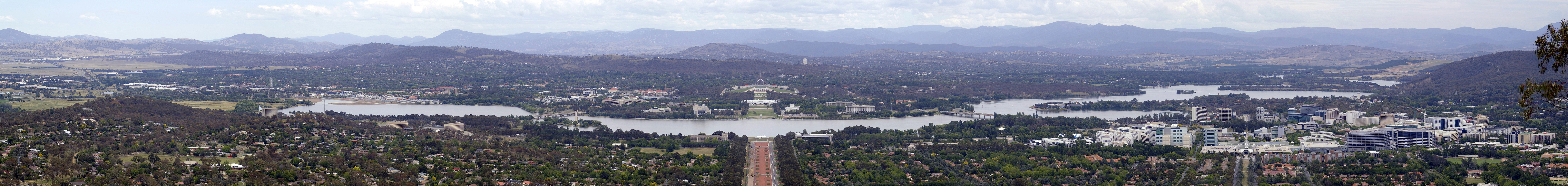
A Burley Griffin-tó és a Parliament House a Mount Ainslie tetejéről

## Fordítás
Ez a szócikk részben vagy egészben  a   Lake Burley Griffin című angol Wikipédia-szócikk ezen változatának fordításán alapul.  Az eredeti cikk szerkesztőit annak laptörténete sorolja fel. Ez a jelzés csupán a megfogalmazás eredetét és a szerzői jogokat jelzi, nem szolgál a cikkben szereplő információk forrásmegjelöléseként.